# NGC 6338
NGC 6338 (również PGC 59947 lub UGC 10784) – galaktyka soczewkowata (S0), znajdująca się w gwiazdozbiorze Smoka. Odkrył ją William Herschel 24 kwietnia 1789 roku. Jest to galaktyka z aktywnym jądrem. Jest najjaśniejszą galaktyką klastra.